# Trafic de femmes (téléfilm)
Trafic de femmes (Layover ou Abducted) est un téléfilm américain réalisé par R.D. Braunstein, et diffusé le 12 octobre 2012 sur Lifetime Movie Network et en France le 25 mars 2013 sur TF1.

## Synopsis
Suzanne Hollingsworth, l’héritière d’une chaîne d’hôtel de luxe internationale, est une dirigeante très compétente mais très exigeante qui tyrannise son assistante, Rebecca. Son occupation préférée consiste à licencier et remployer Rebecca, au gré de sa mauvaise humeur. Alors qu’elle se rend à Los Angeles en avion, le mauvais temps oblige Suzanne à faire une escale à Detroit, la ville qu’elle déteste le plus. Sur la liste noire de tous les hôtels de standing, elle se voit contrainte de passer la nuit dans un motel miteux. Ses voisins de chambre bruyants s’avèrent être des mafieux russes qui maltraitent une fille qu’ils destinent à un trafic sexuel. Suzanne est trop curieuse et cela lui vaut d’être enlevée, à l’instar d’autres jeunes filles qui croient naïvement participer à un concours de mannequins en Roumanie. Sans nouvelle de sa terrible patronne, Rebecca est la seule à s’inquiéter de son sort, jusqu’à ce que les mafieux russes comprennent qu’ils détiennent une héritière richissime et fassent une demande de rançon.

## Fiche technique
- Titre original : Layover
- Réalisateur : R.D. Braunstein
- Scénario : Naomi L. Selfman
- Musique : Chris Ridenhour
- Durée : 91 minutes

## Distribution
- Lauren Holly (VF : Anne Rondeleux) : Suzanne Hollingsworth
- Kaylee Defer (VF : Caroline Pascal) : Rebecca White
- Joe Lando (VF : Maurice Decoster) : Elliot
- Christopher Wolfe (VF : Sébastien Desjours) : Vlad
- Massi Furlan : Oscar
- Rayne Bidder : Lilly
- Lauren Reeder : Camilla
- Lony'e Perrine : Veronica
- Philip Battley (en) : Lance Waybridge
- Anya Monzikova : Sonya
- Cain Manoli (VF : Alexandre Gillet) : Brad